# Duca d'Albany

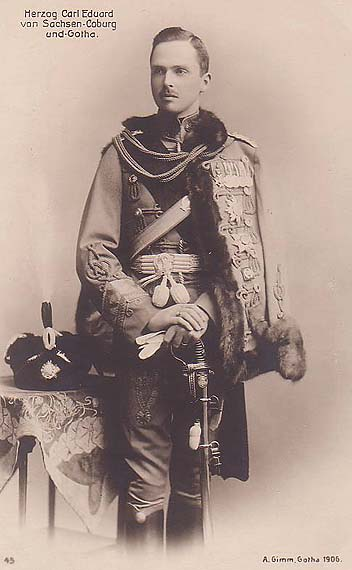
Carlo Edoardo Coburgo-Gotha, duca di Albany: fu l'ultimo a fregiarsi di tale titolo.

Duca d'Albany o duca di Albany è un titolo nobiliare che rende pari del regno di Gran Bretagna. Il titolo fu dato molto spesso ai figli minori della famiglia reale, specialmente sotto i periodi di regno delle dinastie Stuart e Hannover.
Albany o Albanie (anche latinizzato in "Albània") è la versione in medio inglese dell'antico toponimo scozzese Alba, che indica il territorio a nord del fiume Forth, linea di confine meridionale del primo regno dei Pitti.

## Storia

### Duca di Albany

#### Prima creazione (1398)
Il Ducato di Albany fu creato per la prima volta nel 1398 da Roberto III, re di Scozia per il fratello, Robert Stewart. Il titolo si perdette a causa del tradimento del secondo duca.
- Robert Stuart, I duca di Albany (c. 1340-1420)
- Murdoch Stewart, II duca di Albany (1362-1425)

#### Seconda creazione (1458)
Nel 1458 il titolo venne conferito ad Alexander Stewart ma si perse nuovamente quando il figlio John morì senza discendenza.
Il titolo del duca d'Albany è menzionato nel quindicesimo libro della Storia d'Italia di Francesco Guicciardini. Giovanni Stuardo (il duca a quel'epoca) era nel servizio del re di Francia nel anno 1523: Avea in questo mezzo deliberato il re di Francia di assaltare il reame di Napoli, sperando o che il viceré, mosso dal pericolo perché non vi era rimasto presidio alcuno, abbandonerebbe, per andare a difenderlo, lo stato di Milano, o almeno cederebbe a deporre l’armi con inique condizioni; il che il re, mosso dalle difficoltà di ottenere Pavia cominciava a desiderare. Destinò che a questa guerra andasse Giovanni Stuardo, duca d’Albania, del sangue de’ re di Scozia...
- Alexander Stewart, duca d'Albany (c. 1454-1485)
- Giovanni Stewart, duca d'Albany (1481-1536)

#### Terza creazione (1509)
Venne quindi creato nel 1541 per Arturo, figlio del re di Scozia Giacomo V che morì giovane. 
- Arturo Stuart, duca di Albany (1509-1510), morì durante l'infanzia

#### Quarta creazione (1541)
- Roberto Stuart, duca di Albany (1541), morì otto giorni dopo il battesimo

#### Quinta creazione (1545)
La quinta volta il titolo venne conferito, assieme alla contea di Ross ed alla signoria di Ardmannoch a Maria Stuarda ed al marito Lord Darnley; il loro figlio, Giacomo, ereditò il titolo.
- Enrico Stuart, Re consorte di Scozia (1545-1567)
- Giacomo Stuart, duca di Rothesay (1566-1625) (divenne re nel 1567)

#### Sesta creazione (1604)
Dopo che Giacomo divenne re d'Inghilterra ed ebbe il secondo figlio, il titolo passò a Carlo, secondogenito, nel 1604.
- Carlo Stuart (1600-1649) (divenne Re nel 1625)

#### Settima creazione (1660)
Il titolo passò poi a Giacomo, figlio di Carlo I e fratello del re Carlo II. Le città di New York e Albany, negli Stati Uniti, furono chiamate così proprio in onore di Giacomo, duca di York e Albany. 
- Giacomo Stuart, Duca di York (1633-1701) (divenne Re nel 1685)

In seguito Carlo Edoardo Stuart, discendente di Giacomo II conferì, come re titolare di Scozia per i giacobiti con il nome di Carlo III, il titolo di duchessa d'Albany alla figlia naturale Carlotta, morta nel 1789, tenendo per sé il titolo di conte d'Albany (pseudonimo da lui usato durante i suoi ultimi anni in Italia) e conferendo alla sua moglie legittima Luisa quello appunto di contessa d'Albany

### Duca di York ed Albany

#### Prima creazione (1716)
- Ernesto Augusto II di Hannover (1674-1728)

#### Seconda creazione (1760)
- Edoardo Augusto di Hannover (1739-1767)

#### Terza creazione (1784)
- Federico Augusto di Hannover (1763-1827)

### Duca di Albany

#### Ottava creazione (1853)
Dopo che gli Hannover ebbero conferito il titolo numerose volte, questo passò nelle mani del figlio della regina Vittoria, Leopoldo di Sassonia-Coburgo-Gotha.
- Leopoldo di Sassonia-Coburgo-Gotha (1853-1884)
- Carlo Edoardo di Sassonia-Coburgo-Gotha (1884-1919)

Nel 1917 il Titles Deprivation Act 1917 tolse a Carlo Edoardo i titoli britannici in quanto nemico del Regno Unito (si era durante la prima guerra mondiale) anche se poi la legge stessa avrebbe permesso agli eredi di presentare ricorso per riottenerlo: questi non lo hanno però mai fatto in quanto non ne hanno mai riconosciuta la legittimità (infatti fu il Regno Unito a dichiarare guerra alla Germania e non viceversa). Sorte analoga ebbe il titolo di Duca di Cumberland.